# Xã Black Springs, Quận Montgomery, Arkansas
Xã Black Springs (tiếng Anh: Black Springs Township) là một xã thuộc quận Montgomery, tiểu bang Arkansas, Hoa Kỳ. Năm 2010, dân số của xã này là 575 người.